# Matías Mansilla
Matías Alberto Mansilla (General Roca, Provincia de Córdoba, Argentina, 21 de enero de 1996) es un futbolista argentino. Juega como mediocentro y su equipo actual es el Club Atlético Alvarado de la Primera B Nacional.

## Trayectoria
Luego de una gran campaña con el Santos F. C. de Nazca, fue fichado por Deportivo Municipal. Jugó un total de 25 partidos y no anotó ningún gol.
En enero de 2022 se convirtió en nuevo refuerzo del Club Atlético Sarmiento (Resistencia).
A mediados de diciembre de 2023 se convierte en refuerzo del Club Atlético Alvarado para la temporada 2024.

## Estadísticas

### Clubes
- Actualizado hasta el 17 de agosto de 2025.

| Rosario Central Argentina | 1.ª                 | 2016-17             | 4   | 0 | 1 | 0 | - | - | 5   | 0 | 0    |
| Rosario Central Argentina | Total club          | Total club          | 4   | 0 | 1 | 0 | - | - | 5   | 0 | 0    |
| Quilmes Argentina | 2.ª                 | 2017-18             | 13  | 0 | - | - | - | - | 13  | 0 | 0    |
| Quilmes Argentina | Total club          | Total club          | 13  | 0 | - | - | - | - | 13  | 0 | 0    |
| Santos · Perú | 2.ª                 | 2019                | 22  | 3 | 3 | 0 | - | - | 25  | 3 | 0.12 |
| Santos · Perú | 2.ª                 | 2021                | 15  | 1 | 1 | 0 | - | - | 16  | 1 | 0.06 |
| Santos · Perú | Total club          | Total club          | 37  | 4 | 4 | 0 | - | - | 41  | 4 | 0.1  |
| Deportivo Municipal · Perú | 1.ª                 | 2020                | 25  | 0 | - | - | - | - | 25  | 0 | 0    |
| Deportivo Municipal · Perú | Total club          | Total club          | 25  | 0 | - | - | - | - | 25  | 0 | 0    |
| Sarmiento (Resistencia) Argentina | 3.ª                 | 2022                | 32  | 2 | 0 | 0 | - | - | 32  | 2 | 0.06 |
| Sarmiento (Resistencia) Argentina | 3.ª                 | 2023                | 30  | 2 | 1 | 0 | - | - | 31  | 2 | 0.06 |
| Sarmiento (Resistencia) Argentina | Total club          | Total club          | 62  | 4 | 1 | 0 | - | - | 63  | 4 | 0.06 |
| Alvarado (Mar del Plata) Argentina | 2.ª                 | 2024                | 30  | 1 | - | - | - | - | 30  | 1 | 0.03 |
| Alvarado (Mar del Plata) Argentina | 2.ª                 | 2025                | 17  | 0 | - | - | - | - | 17  | 0 | 0    |
| Alvarado (Mar del Plata) Argentina | Total club          | Total club          | 47  | 1 | - | - | - | - | 47  | 1 | 0.02 |
| Total en su carrera | Total en su carrera | Total en su carrera | 188 | 9 | 6 | 0 | - | - | 194 | 9 | 0.05 |
| (1) Las copas nacionales se refiere a la Copa Argentina y la Copa Bicentenario. (2) Las copas internacionales se refiere a la Copa Libertadores y a la Copa Sudamericana. (3) Media de goles por encuentro. No incluye goles en partidos amistosos. |                     |                     |     |   |   |   |   |   |     |   |      |